# Бриджес, Джеймс, 1-й герцог Чандос
Джеймс Бриджес, 1-й герцог Чандос (англ. James Brydges, 1rd Duke of Chandos; 6 января 1673 — 9 августа 1744) — английский дворянин, политик и землевладелец, заседавший в Палате общин в 1698—1714 годах. В 1714 году унаследовал титул барона Чандоса и стал членом Палаты лордов Великобритании. Позднее он был назначен графом Карнарвоном, а затем стал герцогом Чандосом в 1719 году.
Титулы: 1-й виконт Уилтон, Херефордшир (с 9 октября 1714 года), 1-й граф Карнарвон (с 9 октября 1714), 9-й барон Чандос из Садели, Глостершир (с 16 октября 1714), 4-й барон Бриджес из Уилтона, Херефордшир (с 16 октября 1714), 1-й герцог Чандос (с 29 апреля 1719), 1-й маркиз Карнарвон (с 29 апреля 1719 года).

## Ранняя жизнь

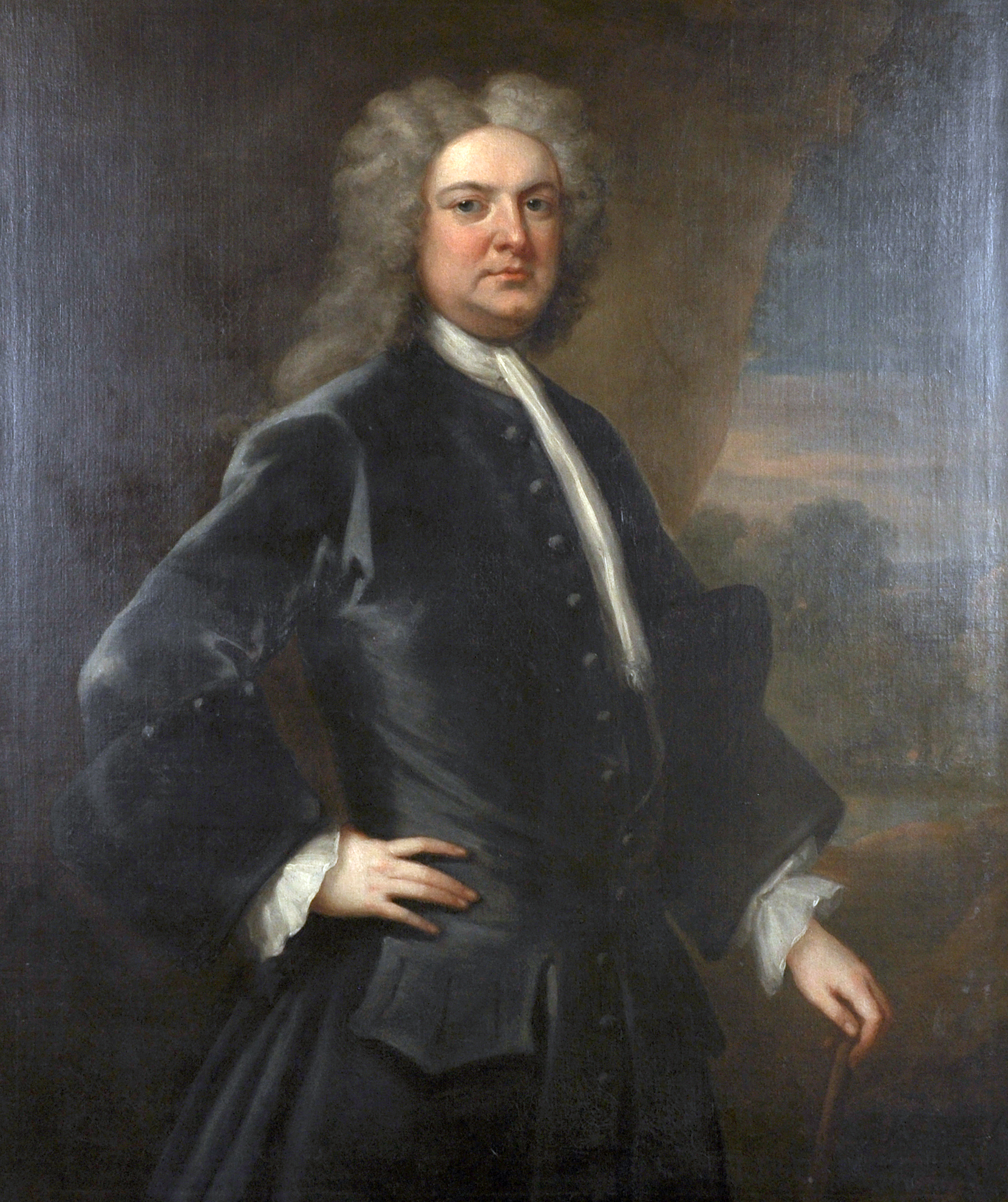
Джеймс Бриджес, 1-й герцог Чандос (1673—1744), портрет Джона Вандербанка, написанный в 1722 году и показывающий недавно построенный большой бассейн в Кэннонсе на заднем плане.

Джеймс Бриджес родился 6 января 1673 года в Дьюсолле, графство Херефордшир. Четвёртый сын Джеймса Бриджеса, 8-го барона Чандоса (1642—1714), и его жены Элизабет Барнард, дочери сэра Генри Барнарда, купца из Сент-Данстан-на-Исте, Лондона и Бриджнорта, Шропшир . Он получил образование в Вестминстерской школе в 1686 году и в Новом колледже Оксфорда с 1690 по 1692 год. Он учился в академии Вольфенбюттеля с 1692 по 1694 год. В 1694 году он был избран в Королевское общество.

## Политическая карьера
Джеймс Бриджес был избран в Палату общин Англии от Херефорда на всеобщих выборах в Англии 1698 года. В 1700 году он был членом Старой Ост-Индской компании. Он был избран в Палату общин от Херефорда на двух всеобщих выборах 1701 года и не встретил сопротивления на всеобщих выборах в Англии 1702 года. С 1702 по 1703 год он был комиссаром по государственным счетам и был членом совета лорда-верховного адмирала с 1703 по апрель 1705 года. Он снова был избран в парламент от Херефорда на всеобщих выборах в Англии 1705 года. С апреля 1705 года Джеймс Бриджес был генеральным казначеем заграничных войск во время войны за испанское наследство. На выборах в Великобритании 1708 года он был избран в Палату общин от Труро и участвовал в борьбе за Херефорд, и решил заседать от Херефорда. В 1710 году он был принят во Иннер-Темпл. Он был в очередной избран в Палату общин от Херефорда на выборах в Великобритании 1710 года. Он был избран в парламент на всеобщих выборах в Великобритании 1713 года.
Джеймс Бриджес сменил своего отца на посту 9-го барона Чандоса 16 октября 1714 года и был назначен графом Карнарвоном 19 октября 1714 года. В 1718 году он стал губернатором Левантийской компании до тех пор, пока 29 апреля 1719 года он был назначен герцогом Чандос. В 1721 году он стал губернатором Чартер-хауса. Он был лордом-лейтенантом графств Херефор и Раднор и стюардом королевских поместий Радноршира. Он стал членом Тайного совета 11 ноября 1721 года. Он был канцлером Университета Сент-Эндрюс (где он основал кафедру медицины и анатомии Чандос в 1721 году) с 1724 года до конца своей жизни. В 1737 году он был назначен рейнджером Энфилд-Чейза. Он стал одним из управляющих-основателей больницы для подкидышей в 1739 году.

## Богатство
Джеймс Бриджес накопил огромное состояние благодаря своим государственным должностям. В то время этика его финансовых операций была поставлена под сомнение, но было общепринято, что люди могут получать прибыль от государственной должности. Он продолжал заниматься спекулятивными инвестициями после того, как в 1719 году стал герцогом Чандосом, но потерял деньги в компаниях South Sea Bubble и York Buildings Company.
Джеймс Бриджес построил великолепный дом «за огромные деньги» в Кэннонсе, поместье недалеко от Эджвера в Мидлсексе. Там он познакомился с несколькими архитекторами, выдающимися представителями английского барокко. Он начал в 1713 году с Уильяма Талмана, которого уволил в пользу Джона Джеймса в 1714 году; Джеймс частично выполнил свой проект до того, как Джеймс Гиббс сменил его в 1715 году. Говард Колвин (ссылка) заключает, что южный и восточный фасады, а также часовня были проектами Гиббса. Бриджес уволил Гиббса в 1719 году и завершил строительство дома под руководством Джона Прайса и, в 1723—1725 годах, Эдварда Шеперда. Кэннонс был снесен в 1747 году. На его месте, ныне включенном в состав Большого Лондона, находится парк Кэннонс.
Говорят, что Джеймс Бриджес подумывал о строительстве частной дороги через свои земли между этим местом и своим так и не построенным домом на Кавендиш-сквер в Лондоне, вероятно, также спроектированным Гиббсом.

## Гендель и Поуп

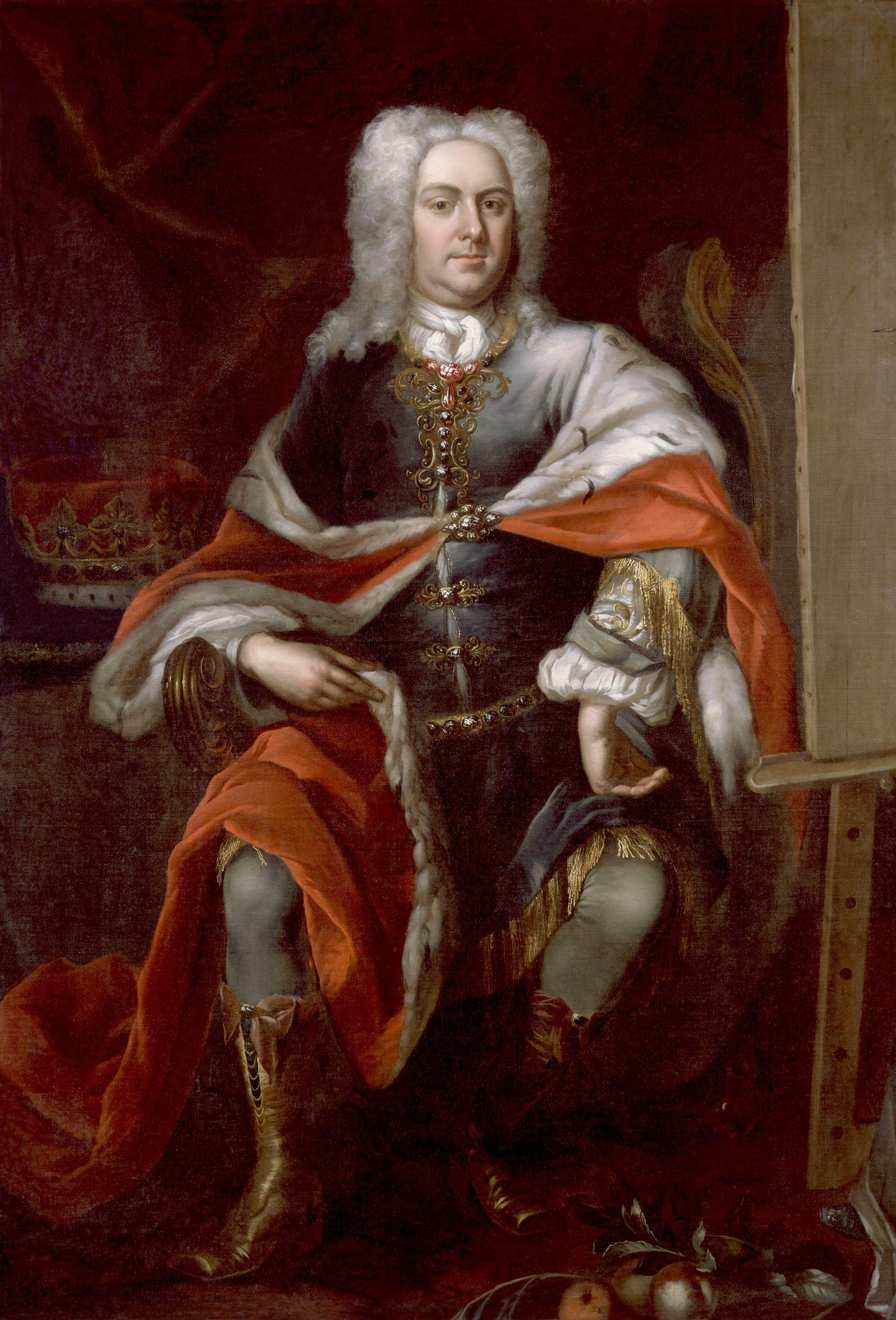
Портрет герцога Чандоса работы Германа ван дер Мина.

Герцога Чандоса в основном помнят из-за его связей с Георгом Фридрихом Генделем, для которого он выступал в качестве главного покровителя, и с Александром Поупом, который, как считается, оклеветал Чандоса в одном из своих стихотворений. Он был покровителем своего родственника Джорджа Родни, который позже прославился своей победой в битве у острова Всех Святых в начале своей карьеры на флоте.

### Чандос и Гендель
Прежде чем Чандос стал герцогом, он в течение двух лет, 1717—1718, нанимал молодого композитора Георга Фридриха Генделя. Гендель жил в Кэннонсе, где написал ораторию «Эстер» и пасторальную оперу «Ацис и Галатея». Гендель также написал для своего покровителя «Гимны Чандоса»; Впервые они были исполнены в приходской церкви Святого Лаврентия, Литл-Стэнмор, где композитор играл на органе 1716 года, который сохранился там до наших дней.
В 1719 году Чандос был одним из основных подписчиков Королевской музыкальной академии, не ныне известной консерватории с таким названием, а корпорации, ставившей оперы в стиле барокко на сцене Лондона.

### Чандос и Поуп
Александр Поуп, который в своих «Моральных эссе» (послание к графу Берлингтону) якобы высмеивал Кэннонс под видом виллы Тимона, позже упомянул герцога в строке: «Так милостивый Чандос любим с первого взгляда»; но Джонатан Свифт, менее лестный, назвал его «отличным исполнителем любого суда». Поэт был карикатурно изображен Хогартом за его предполагаемое раболепие перед Чандосом . Поуп опубликовал опровержение своей предполагаемой сатиры на поместье герцога, в котором он сказал, что поместье стихотворения «отличается во всех деталях от» поместья Чандоса. По словам биографа Папы Мейнарда Мака, Чандос впоследствии заверил Поупа в письме, что верит ему, то есть что Послание к Берлингтону не было задумано как сатира на его поместье. Злоба, действительно, исходила не от Поупа, а от клеветников и клеветников, писателей-писаков, которых Поп высмеивал как глупцов в своей «Дунсиаде»; Мак называет это дело «ложью, наносящей значительный ущерб репутации [Поупа]».

## Браки и дети

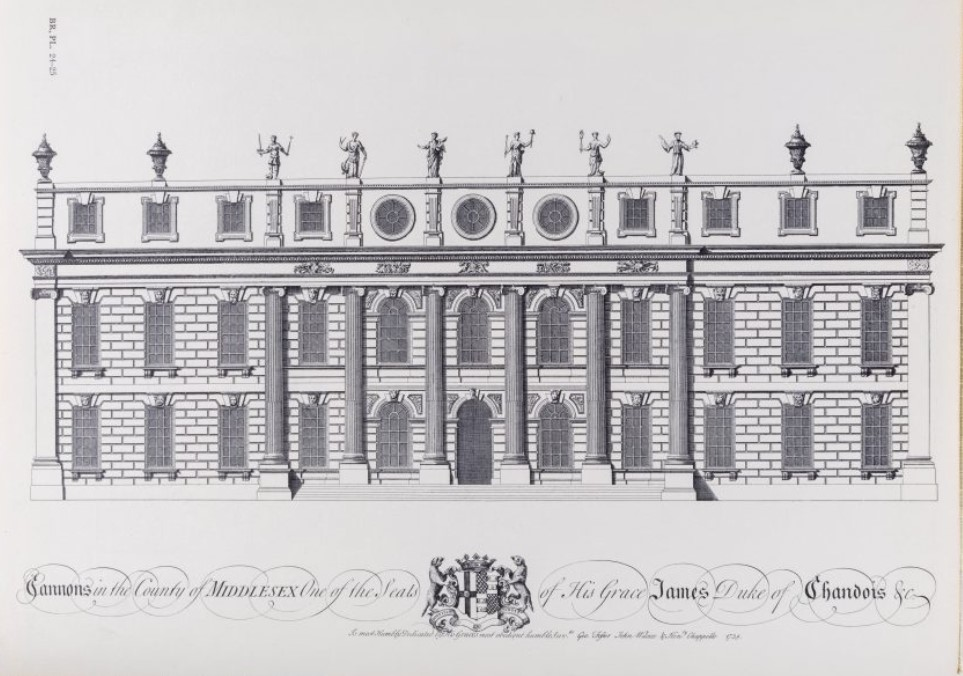
Кэннонс-хаус, Миддлсекс, Англия, резиденция герцога Чандоса.

Герцог Чандос был женат трижды. 2 февраля 1695 года в Вестминстерском аббатстве он первым браком женился на Мэри Лейк (18 июля 1668 — 15 декабря 1712), дочери сэра Томаса Лейка из Кэннонса, Миддлсекс, и его жены Ребекки Лэнгэм. В браке родилось двое сыновей, переживших детство:
- Джон Бриджес, маркиз Карнарвон (15 января 1703 — 8 апреля 1727)
- Генри Бриджес, 2-й герцог Чандос (1 февраля 1708 — 28 ноября 1771)

4 августа 1713 года он женился на Кассандре Уиллоуби (23 апреля 1670 — 18 июля 1735), дочери Фрэнсиса Уиллоби и Эммы Барнард.
18 апреля 1736 года он женился на Лидии Кэтрин Ван Хаттен (3 ноября 1693 — 19 ноября 1750), дочери Джона Ван Хаттена и Лидии Давалл. Второй и третий браки оказались бездетными.

## Смерть и наследие
Чандос умер в Кэннонсе 9 августа 1744 года. Чандос и несколько членов его семьи (две его первые жены) похоронены в мавзолее Чандоса в церкви Святого Лаврентия, Уитчерч-лейн, Литл-Стэнмор, Лондон. Его третья жена, которая пережила его, переехала в Шоу-Хаус, Беркшир, где и умерла в 1750 году.
Миссис Элизабет Монтегю в письме мисс Ансти из Сэндлфорда от 21 декабря 1750 года писала: «Моя дорогая мисс Ансти… Незадолго до моего отъезда в Лондон я потеряла свою очень хорошую соседку, герцогиню Чандос, от инсульта. Паралич унес её через несколько дней: телесные боли её были велики, но душа её ощущала то спокойствие, которое золотит вечер добродетельной жизни. Считают его местом, где они должны делиться добром, а не наслаждаться им. Её характер произвел на меня большое впечатление, так как я считаю её редким примером, который возраст не мог сделать тщеславным и жестким, ни выход на пенсию недовольным, ни добродетель непреклонной и негибкой. сурово…»

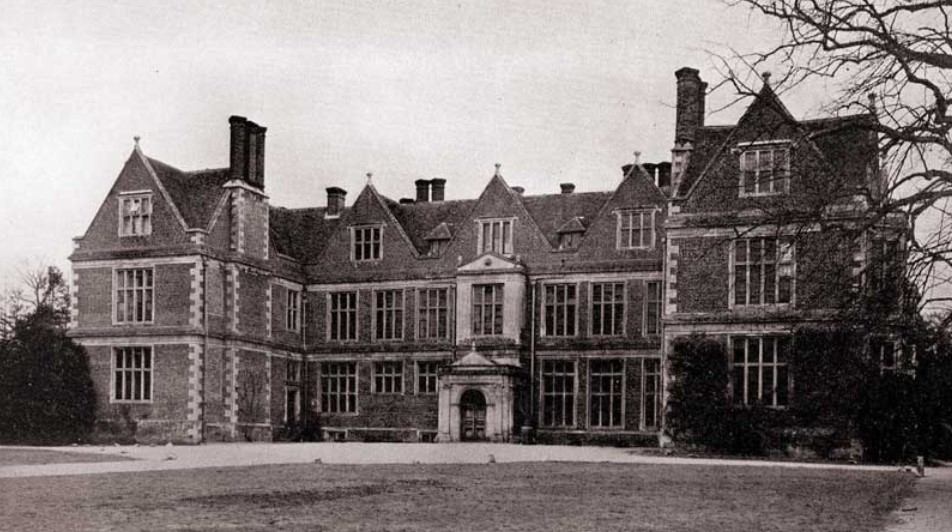
Шоу-хаус, Ньюбери, Беркшир, поместье, приобретенное герцогом.

В письме г-же Доннеллан из Сэндлфорда от 30 декабря 1750 года г-жа Монтегю продолжала: «Мои богатые соседи скучны, а мои бедные несчастны… Бедные очень скучают по голландке Чандос в это суровое время года. В замке Доннингтон живёт семья, очень щедрая и благотворительная, но ничто не может принести полной пользы в той части мира, где производство приходит в упадок; ежедневный труд должен давать хлеб насущный; случайная милостыня, как лекарство для больных, но вряд ли может обеспечить постоянное здоровье… Чтобы сделать бедных счастливыми, надо сделать их трудолюбивыми…»

## Преемственность
Преемником Чандоса стал его второй сын, Генри Бриджес, 2-й герцог Чандос, который обнаружил, что поместье настолько обременено долгами, что в 1747 году была проведена распродажа пушек на снос, в результате чего обстановка и конструктивные элементы были рассредоточены, в результате чего элементы пушек сохранились в несколько английских загородных домов, в частности дом лорда Фоули, Уитли-Корт в Грейт-Уитли и его часовня (потолочные росписи Беллуччи и витражи Джошуа Прайса из Йорка по проектам Франческо Слетера). Кафедра и другие детали часовни Чандоса были переустановлены в приходской церкви в Фоли, Бакингемшир, Джоном Фрименом из Фоли-Корт.
Сестра 1-го герцога, Достопочтенная Мэри Бриджес (1666—1703) вышла замуж за Теофила Ли. Они были прабабушкой и дедушкой Джейн Остин.